# Henry Brougham
Henry Peter Brougham (Edinburgh, 19 september 1778 – Cannes, 7 mei 1868) was een Brits advocaat en politicus voor de Whig Party. Hij stond ook bekend om zijn redenaarskunsten, humor en als man van de mode. Brougham stond zodoende te boek als een excentriekeling.

## Biografie
Brougham verkreeg zijn scholing aan de Universiteit van Edinburgh. Hij werkte vervolgens als advocaat en Schotland en was in 1802 betrokken bij de oprichting van The Edinburgh Review. Een jaar later publiceerde Brougham het boek Colonial Policy of European Powers en hierin viel hij openlijk de slavenhandel aan. Hij werd dan ook geassocieerd met de linkerflank van de Whig Party. Toch zou het pas tot 1810 duren voordat de partijleiders het aandurfden om hem te verkiezen in het Lagerhuis.
In 1804 bezocht Brougham de Bataafse Republiek en kwam hij in contact met Gijsbert Karel van Hogendorp. Brougham zou diens belangen in de Kaapkolonie enkele malen, zonder succes, bepleiten bij de Britse regering. In 1813, na de Omwenteling, adviseerde hij Van Hogendorp om zoveel mogelijk te vergeven en te vergeten ten aanzien van de oude partijschappen.
De echtgenote van prins-regent George, Caroline van Brunswijk, leefde in 1820 al enige tijd op het vasteland van Europa en het echtpaar was vervreemd van elkaar. Nadat koning George III dat jaar overleed besloot Caroline terug te keren naar het Verenigd Koninkrijk en na haar terugkeer probeerde haar echtgenoot, nu koning George IV, van haar te scheiden. In het proces dat hierop volgde in het Hogerhuis werd ze vertegenwoordigd door Brougham. De koning kon alleen van haar scheiden als er was aangetoond dat Caroline overspel had gepleegd. In de verdediging stelde Brougham of overspel alleen een zaak bij de vrouw was. De wet waarin de scheiding tussen de koning en Caroline werd geregeld werd uiteindelijk ingetrokken.
In het Britse parlement sprak hij zijn steun uit voor de Public Education Bill in 1820 en hield hij met enige regelmaat anti-slavernijtoespraken. Daarnaast was hij ook een voorstander van parlementaire hervorming. In de jaren 1820 was hij ook betrokken bij de oprichting van de University College London en de Society for the Diffusion of Useful Knowledge, dit genootschap was erop gericht om goede boeken ter beschikking te stellen aan de arbeidersklasse.
In het najaar van 1830 deed Brougham een aantal voorstellen voor parlementaire hervormingen, maar de Britse premier Wellington legde deze naast zich neer. Hierop schreef Brougham een pamflet getiteld: What has the Duke of Wellington gained by the Dissolution? Nog in datzelfde jaar werd hij in het nieuwe kabinet, onder leiding van Charles Grey, de Lord Chancellor. Deze positie zou hij tot 1834 behouden. Hij was grotendeels verantwoordelijk voor de oprichting van de centrale strafrechtbank in Londen en het gerechtelijk commissie van de Privy Council. Daarnaast was hij een van de de leiders die ervoor zorgde dat de parlementaire hervormingswet van 1832 door het Hogerhuis werd aangenomen.
In de jaren 1840 probeerde hij de Corn Laws te laten intrekken. Na de Februarirevolutie in Parijs trachtte Brougham de Franse nationaliteit te verkrijgen om zo verkozen te kunnen worden in de Nationale Vergadering, maar slaagde hier niet in. De laatste dertig jaar van zijn leven bracht hij door in Cannes.